# Bottmersdorf
Bottmersdorf – dzielnica miasta Wanzleben-Börde w Niemczech, w kraju związkowym Saksonia-Anhalt, w powiecie Börde.
Do 31 grudnia 2009 była to oddzielna gmina, która wchodziła w skład wspólnoty administracyjnej „Börde” Wanzleben.

## Geografia
Bottmersdorf położony jest ok. 15 km na południowy zachód od miasta Magdeburg.

## Osoby związane z dzielnicą
- Jens Ackermann – niemiecki polityk